# Rolnictwo zrównoważone
Rolnictwo zrównoważone (ang. sustainable agriculture) – nowoczesna koncepcja rozwoju rolnictwa, polegająca na kojarzeniu celów produkcyjnych z wymaganiami środowiskowymi. Rolnictwo zrównoważone oznacza system gospodarowania, polegający na wykorzystaniu w gospodarstwie zasobów przyrody w taki sposób, aby skutki gospodarowania nie wpływały negatywnie na środowisko.

## Cechy rolnictwa zrównoważonego
Wśród podstawowych cech rolnictwa zrównoważonego można wymienić:
- zasoby naturalne wykorzystywane są w sposób, które nie zakłócają zdolność do samoodnawiania,
- przyrost produkcji żywności następuje tylko drogą wzrostu produkcyjności zasobów,
- rolnictwo wykazuje małą podatność na wahania i wstrząsy,
- występuje pełna symbioza celów produkcyjnych i ekologicznych,
- zarządzanie zasobami naturalnymi umożliwia zaspokojenie zamieniających się potrzeb konsumpcyjnych,
- zachowana zostaje wysoka jakość środowiska naturalnego,
- zachowane zostają socjalne i ekonomiczne warunki bytu rolników,
- gospodarstwo rolne jest ściśle powiązane z otaczającym ekosystemem,
- zapewnia się przyszłości następnych pokoleń.

## Zasady rolnictwa zrównoważonego
Podstawowe zasady rolnictwa zrównoważonego:
- dbałość o stan gleby i poprawa jej produktywności;
- zapobieganie erozji, regularne analizy gleby, zróżnicowane zmianowanie;
- stosowanie nawożenia zgodnie z opracowanym dla danego gospodarstwa planu nawozowego;
- przestrzeganie zasad integrowanej produkcji rolnej;
- wspieranie lokalnych inicjatyw społecznych;
- rozwijanie swoich kompetencji, dzielenie się swą wiedzą i doświadczeniem z innymi;
- przestrzeganie podstawowych zasad BHP w gospodarstwie rolnym;
- dbałość o rachunek finansowy gospodarstwa.

## Rolnictwo zrównoważone w programie rozwoju obszarów wiejskich 2014-2020
W rozporządzeniu Parlamentu Europejskiego i Rady (UE) z 2013 r. rolnictwo zrównoważone wspierane było poprzez płatności rolno-środowiskowo-klimatyczne.
Płatności rolno-środowiskowo-klimatyczne udzielane były rolnikom lub grupom rolników, w celu promowania:
- praktyk przyczyniających się do zrównoważonego gospodarowania gruntami,
- ochrony gleb, wód i klimatu,
- ochrony cennych siedlisk przyrodniczych,
- ochrony zagrożonych gatunków ptaków,
- zachowania różnorodności krajobrazu,
- ochrony zagrożonych zasobów genetycznych roślin uprawnych i zwierząt gospodarskich.

## Rolnictwo zrównoważone w planie strategicznym WPR 2023-2027
W rozporządzeniu Parlamentu Europejskiego i Rady (UE) z 2013 r. rolnictwo zrównoważone wspierane będzie na dwóch poziomach.
Poziom pierwszy związany jest z I filarem WPR, w ramach którego realizowania będą działania powiązane z płatnościami bezpośrednimi. Wśród nich wprowadzone ekoschematy, oznaczające roczne, płatne praktyki mające na celu realizację celów środowiskowych i klimatycznych nowej WPR, a więc ochronę zasobów gleby, wód, klimatu, dobrostanu zwierząt, różnorodności biologicznej w produkcji rolniczej.
W ramach planowanych ekoschematów można wymienić następujące:
- obszary z roślinami miododajnymi;
- rolnictwo węglowe i zarządzanie składnikami odżywczymi;
- ekstensywne użytkowanie trwałych użytków zielonych (TUZ) z obsadą zwierząt;
- międzyplony ozime/wsiewki śródplonowe;
- opracowanie i przestrzeganie planu nawożenia;
- zróżnicowana struktura upraw;
- wymieszanie obornika na gruntach ornych;
- stosowanie płynnych nawozów naturalnych innymi metodami niż rozbryzgowo;
- uproszczone systemy uprawy;
- wymieszanie słomy z glebą;
- retencjonowanie wody na trwałych użytkach zielonych;
- integrowana produkcja roślin;
- biologiczna ochrona upraw.

W ramach II filara WPR związanego z rozwojem obszarów wiejskich rolnictwo zrównoważone realizowane będzie w ramach strategii „od pola do stołu”, mająca na celu uczynienie systemy żywnościowe sprawiedliwymi, zdrowymi i przyjaznymi dla środowiska.
Strategia „od pola do stołu” ma na celu przyspieszenie przejścia na zrównoważony system żywnościowy, który:
- ma neutralny lub pozytywny wpływ na środowisko
- pomoc w łagodzeniu zmiany klimatu i dostosowaniu się do jej skutków
- odwrócenie utraty różnorodności biologicznej
- zapewnienie bezpieczeństwa żywnościowego, żywienia i zdrowia publicznego, zapewniając wszystkim dostęp do wystarczającej, bezpiecznej, odżywczej i zrównoważonej żywności
- zachowanie przystępności cenowej żywności przy jednoczesnym generowaniu bardziej sprawiedliwych zysków gospodarczych, wspieranie konkurencyjności unijnego sektora dostaw i promowanie sprawiedliwego handlu.